# Liste der Nummer-eins-Hits in Mexiko
Die Nummer-eins-Hits der Musikbranche in Mexiko werden wöchentlich ermittelt. Es existieren sowohl eine englische als auch eine spanische Chartliste.
Die Liste ist nach Jahren aufgeteilt.